# Enter Sandman
Enter Sandman este o piesă a formației Metallica, apărută pe albumul Black Album. Este cea mai cunoscută piesă de pe album. Piesa este influențată de fobiile solistului James Hetfield. Piesa mai este cunoscută și pentru riff-ul chitaristului Kirk Hammett.